# Nyehusen och Furuboda
Nyehusen och Furuboda – miejscowość (tätort) w Szwecji, w regionie administracyjnym (län) Skania, w gminie Kristianstad.
Według danych Szwedzkiego Urzędu Statystycznego liczba ludności wyniosła: 271 (31 grudnia 2015), 291 (31 grudnia 2018) i 295 (31 grudnia 2019).